# Palazzo Nicolini
Il Palazzo Nicolini è un edificio di valore storico e architettonico di Napoli, situato in via Salvator Rosa.

## Storia
L'intero territorio compreso tra la prima parte di via Salvator Rosa e via Santa Teresa era di proprietà del monastero di Santa Teresa degli Scalzi che lo cedette già dalla fine del Cinquecento a privati in lotti di modesta profondità addossati al retrostante terrapieno.
I privati quindi vi eressero una serie di palazzi in cortina che appaiono già sulla veduta Baratta del 1629 ad eccezione del palazzo Caracciolo di Girifalco. Tale palazzo ha dunque origini seicentesche, ma venne totalmente rifatto nella prima metà del XIX secolo.
La facciata a quattro piani su via Salvator Rosa presenta un alto basamento in bugnato liscio che ingloba il portale e il piano ammezzato. Il primo piano nobile si caratterizza per la balconata continua e i timpani triangolari che sormontano le cornici delle finestre, mentre il secondo piano presenta balconi singoli e timpani sempre triangolari. Negli interni, oggi frazionati in una dozzina di appartamenti, dovrebbero trovarsi dei soffitti affrescati, riconducibili alla seconda metà dell'Ottocento.
L'edificio deve il suo nome a Nicola Nicolini ( Tollo, 1772-Napoli, 1857), magistrato, professore universitario e ministro senza portafogli per conto dei Borbone, che lo acquistò nella prima metà dell'Ottocento (certamente prima del 1841). A lui si deve probabilmente il rifacimento definitivo del palazzo in stile neoclassico per scopi anche di rappresentanza. I Nicolini per più generazioni mantennero la proprietà dell'intero terzo piano, tant'è che qui vi visse e vi morì anche Fausto (1879-1965), storico e intellettuale di formazione crociana e bisnipote del sopracitato Nicola, omaggiato con una lapide commemorativa collocata sulla parete sinistra dell'androne.